# باشگاه فوتبال تراکتورسازی تبریز در فصل ۹۳–۱۳۹۲
فصل ۹۳–۱۳۹۲، ۶امین فصل، حضور باشگاه فوتبال تراکتورسازی تبریز در لیگ برتر فوتبال ایران است که ۵امین فصل حضور متوالی این تیم در سطح اول فوتبال ایران به حساب می‌آید. این فصل، ۴۳ومین سال فعالیت باشگاه تراکتورسازی در رشته فوتبال نیز محسوب می‌شود.
در این فصل، باشگاه تراکتورسازی با قهرمانی در جام حذفی، توانست به نخستین عنوان قهرمانی خود در سطح اول فوتبال ایران دست یابد.

## بازیکنان

### فهرست بازیکنان
فهرست بازیکنان باشگاه فوتبال تراکتورسازی در فصل ۹۳–۱۳۹۲ به شرح زیر است:
| شماره |       | نقش       | بازیکن            |
| ----- | ----- | --------- | ----------------- |
| ۱     | ایران | دروازه‌بان | حامد لک ۲۳–       |
| ۲     | ایران | مدافع     | محمد ایران‌پوریان  |
| ۳     | ایران | مدافع     | حبیب گردانی       |
| ۴     | ایران | مدافع     | فرشید طالبی       |
| ۶     | ایران | هافبک     | مهدی کیانی        |
| ۷     | ایران | هافبک     | مهدی کریمیان      |
| ۸     | ایران | هافبک     | علی کریمی         |
| ۹     | ایران | مهاجم     | جواد کاظمیان      |
| ۱۰    | ایران | مهاجم     | سعید دقیقی        |
| ۱۱    | ایران | مهاجم     | کریم انصاری‌فرد    |
| ۱۳    | ایران | مهاجم     | مسعود ابراهیم‌زاده |
| ۱۴    | ایران | مهاجم     | محمد ابراهیمی     |
| ۱۶    | ایران | مدافع     | شهریار شیروند ۲۳– |
| ۱۷    | ایران | هافبک     | میثم بائو         |
| ۱۸    | برزیل | هافبک     | رودریگو پیمپائو   |
| ۲۰    | ایران | مدافع     | محمد نصرتی        |

| شماره |       | نقش       | بازیکن                |
| ----- | ----- | --------- | --------------------- |
| ۲۱    | ایران | مهاجم     | محسن دلیر             |
| ۲۲    | ایران | دروازه‌بان | داود نوشی صوفیانی ۲۳– |
| ۲۳    | ایران | مدافع     | محسن ربیع‌خواه         |
| ۲۶    | ایران | هافبک     | محمد عبادزاده ۲۳–     |
| ۲۷    | ایران | مهاجم     | فرشاد احمدزاده ۲۳–    |
| ۲۸    | ایران | هافبک     | محمد حسین مهرآزما     |
| ۲۹    | ایران | مدافع     | نوید خوش‌هوا ۲۳–       |
| ۳۱    | ایران | هافبک     | ابراهیم عابدنژاد ۲۳–  |
| ۳۲    | ایران | مدافع     | فیروز پاشاپور ۲۳–     |
| ۳۳    | ایران | دروازه‌بان | محمدعلی رمضانیان ۲۱–  |
| ۳۴    | ایران | مدافع     | میلاد فخرالدینی ۲۳–   |
| ۳۵    | ایران | مهاجم     | پیمان بابایی ۲۱–      |
| ۴۰    | ایران | هافبک     | سعید آقایی ۲۳–        |
| ۸۸    | ایران | مدافع     | مرتضی اسدی            |

### تابستان (۲۱ اردیبهشت تا ۱۵ تیر)
نقل‌وانتقالات باشگاه تراکتورسازی در فصل ۹۳–۱۳۹۲ به شرح زیر است:

### زمستان (۱۶ دی تا ۱۲ بهمن)
نقل و انتقالات زمستان: